# Godot
Godot Engine (читается «Годо́», от фр. Godot) — открытый кроссплатформенный двухмерный и трёхмерный игровой движок под лицензией MIT, который разрабатывается сообществом Godot Engine Community. До публичного релиза в виде открытого ПО движок использовался внутри некоторых компаний Латинской Америки. Среда разработки запускается на Android, HTML5, Linux, macOS, Windows, BSD и Haiku и может экспортировать игровые проекты на ПК, консоли, мобильные и веб-платформы.

## Обзор
Задача Godot — быть максимально интегрированной и самодостаточной средой для разработки игр. Среда позволяет разработчикам создавать игры с нуля, не пользуясь более никакими инструментами, за исключением тех, которые необходимы для создания игрового контента (элементы графики, музыкальные треки и т. д.). Процесс программирования также не требует внешних инструментов (хотя при необходимости использовать внешний редактор, это можно сделать относительно легко).
Общая архитектура движка построена вокруг концепции дерева из наследуемых «сцен». Каждый элемент сцены (нода), в любой момент сам может стать полноценной сценой. Поэтому при разработке можно легко изменять полностью всю архитектуру проекта, расширять её элементы в любую сторону и работать с комплексными сценами на уровне простых абстракций.
Все игровые ресурсы, от скриптов до графических ассетов и игровых сцен, хранятся в папке проекта как обычные файлы, и не являются частью сложной базы данных проекта. Ресурсы, которые не представляют собой комплексных данных, хранятся в простых текстовых форматах (например, скрипты и сцены, в отличие от моделей и текстур). Эти решения позволяют значительно упростить разным командам разработчиков работу с системами управления версиями.

### Скриптинг
Написание игровой логики обеспечивается использованием собственного высокоуровневого динамически типизированного скриптового языка программирования под названием GDScript, синтаксис которого отдалённо напоминает язык Python. Отличием от Python является в первую очередь обязательное определение области видимости переменной через ключевое слово var и оптимизация языка под нужды системы сцен и узлов движка. Есть возможность использовать скриптинг на C++/D/Rust и другие языки через систему GDNative. Также существует версия Godot с поддержкой языка C# (Godot Engine Mono Version). В данный момент, начиная с версии 4.0, обеспечена полная поддержка C# 8.0 при установке .NET SDK 6.0. Разработчики Godot заявляли, что была опробована интеграция нескольких внешних скриптовых языков программирования (а именно Lua, Python и Squirrel) прежде чем было принято решение использовать собственный скриптовый язык. И только это позволило получить необходимый уровень оптимизации для движка и интеграции в среду разработчика.
Godot имеет как собственный интегрированный редактор скриптов с возможностями дополнения кода, авто-отступами, подсветкой синтаксиса, быстрым доступом к полному API движка и некоторыми другими возможностями, так и возможность открытия исходного кода скриптов, его редактирование и отладка в сторонних IDE и редакторах кода (один из таких — Visual Studio Code). Также в системе имеется гибкий отладчик, профайлер, монитор использованной видеопамяти и удалённый редактор сцен для контроля элементов в режиме реального времени.
В версии 3.0 была введена поддержка визуального программирования (Visual Scripting). Из-за низкой востребованности данной технологии разработчиками возможность визуального программирования исключена из релиза версии 4.0.

### Рендеринг
Графическая система для всех поддерживаемых платформ построена на OpenGL ES 3.0. В Godot Engine версии 4.0 добавлена поддержка Vulkan. Рендеринг включает в себя технологии order-independent transparency, normal mapping, specularity, полноэкранные постэффекты типа FXAA, bloom, DOF, HDR, гамма-коррекции, distance fog, динамические тени на основе shadow maps и другие.
Для создания шейдеров используется упрощённый шейдерный язык, который является близким подмножеством языка GLSL. Затем шейдер можно использовать в материале, экранном эффекте для 2D-визуализации. Шейдер делится на секции vertex и fragment. Также возможно полноценное создание шейдеров в визуальном редакторе.
Godot имеет отдельную графическую подсистему для 2D, которую можно использовать независимо от 3D. Примерами возможностей 2D являются графический интерфейс (рабочая среда Godot является главным примером возможностей графического интерфейса), спрайты, тайловая графика (квадратная, изометрическая и собственный формат), parallax scrolling, двумерное освещение и тени (точечного типа), система частиц и некоторые другие возможности. Разработчик может легко комбинировать и смешивать 2D и 3D в обоих направлениях (с помощью Viewport Node).
Окружение разработчика имеет встроенную систему анимирования и управляющие элементы для работы со скелетной анимацией, шейп-анимацией и сценами-заставками. А благодаря основанному на нодах дизайне движка, через редактор анимаций можно анимировать любой параметр, который присутствует в игре. Также есть возможность делать вызовы любых собственных функций из ключа анимационного трека, что позволяет значительно упростить анимацию сложных сцен.

### Игровая физика
Физический движок для 2D и 3D разработан с нуля, что помогло достичь требуемого уровня оптимизации физической подсистемы. Реализованы возможности рейкастинга, обнаружение столкновений, динамики твёрдых тел и соединений между ними. Также имеется собственная реализация кинематического контроллера персонажа и 3D-контроллер автотранспортных средств с упрощённой системой подвески.

### Целевые платформы
В конце разработки проект может быть экспортирован на разные целевые платформы, которые можно разделить на ПК, мобильные, веб и консоли. Для разных платформ можно задавать разные параметры, такие как способ хранения данных (и их защита при необходимости), компрессия текстур, разрешение, а также некоторые уникальные параметры, характерные только для какой-то конкретной платформы (например разрешения для Android).
Текущая поддержка платформ включает Windows (и UWP OS), MacOS, X11 (Linux, BSD), Android OS, iOS, HTML5. Также можно производить экспорт на другие платформы вручную через компилирование движка для SDK целевой платформы. Использование Godot незначительного количества внешних библиотек облегчает этот процесс.

### Прочие возможности
- Многопоточность (скрипты работают в параллельных потоках и сами могут их создавать)
- Система плагинов (плагин может быть написан на C++ или на GDScript[7])
- Occlusion culling и система порталов (отсечение невидимых объектов)
- Render targets (рендеринг изображения из камеры в текстуру)
- Уровни детализации мешей (уменьшают нагрузку на видеочип)
- Light baking (смешивание статического глобального и динамического прямого освещения)
- Визуальный редактор шейдеров (программа шейдера может быть создана в визуальном редакторе графов)
- Навигационная сетка (для построения путей на базе полигональных мешей)
- Алгоритм поиска A* (быстрый алгоритм для построения путей в простых матричных сетках)
- Текстурный атлас (может значительно снизить нагрузку на видеопамять на мобильных устройствах)
- Поддержка видеокодека Theora (видео можно выводить в текстуру)
- Аудиосистема поддерживает кодеки Ogg Vorbis и WAV (Ogg Vorbis для потокового аудио и WAV для аудиосемплов)
- Система ввода поддерживает клавиатуру, мышь, геймпад и сенсорный экран (разные устройства могут быть назначены на абстрактное действие, и оно будет рассматриваться независимо от использованного метода ввода)
- Конвейер импорта/экспорта/компрессии текстур (гибкая система работы с ассетами и автоконвертирования в необходимые форматы)
- Конвейер импорта целостных 3D сцен (например, из Blender можно импортировать сцену вместе с освещением, камерами, мешами столкновения, порталами и анимированными персонажами)

## История
Программисты Хуан Линьетски (англ. Juan Linietsky) и Ариель Манзур (англ. Ariel Manzur) начали разработку движка в 2007 году, и через некоторое время он уже использовался как закрытый программный продукт в некоторых компаниях. В феврале 2014 года разработчики приняли решение сделать технологию открытой, и выложили исходники движка под лицензией MIT на GitHub под названием Godot.
15 декабря 2014 движок достиг версии 1.0, первой стабильной версии нового продукта. В ней были добавлены дополнительные шейдеры, navimesh и lightmapping.
4 ноября 2015 проект Godot присоединился к организации Software Freedom Conservancy.
23 февраля 2016 вышла стабильная версия 2.0. Основные акценты в её разработке ставились на существенное повышение удобства работы в движке через рабочее окружение.
22 июня 2016 проекту Godot от Mozilla Open Source Support (MOSS) «Mission Partners» присуждена сумма в $20,000 для того, чтобы добавить в проект поддержку WebSocket, WebAssembly и WebGL 2.0.

## О названии
Хуан Линьетски на одной из презентаций сообщил, что название «Godot» является прямой отсылкой к пьесе Сэмюеля Беккета «В ожидании Годо». Она характеризует непрекращающееся желание добавлять новые возможности в движок, что будет постоянно приближать его состояние к идеальному инструменту всё ближе и ближе, но этот процесс не будет иметь завершения.

## Использование в играх
Некоторые из игр, созданных в OKAM Studio
- El Asombroso Show Zamba
- Dog Mendonça & Pizza Boy
- Anthill
- Running Nose
- Project Carnival

Некоторые из игр, созданных сообществом
- DynaDungeons
- Minilens
- Tanks of Freedom

### Книги
- Ariel Manzur, George Marques. Godot Engine Game Development in 24 Hours, Sams Teach Yourself: The Official Guide to Godot 3. 0. — Pearson Education, 2018. — 412 с. — ISBN 978-0-13-483509-9.
- Chris Bradfield. Godot Engine Game Development Projects. — Packt Publishing, 2018. — 298 с. — ISBN 978-1-78883-150-5.
- Robert Ciesla. Godot 2.1 by Juan Linietsky and Ariel Manzur // Mostly Codeless Game Development: New School Game Engines. — Apress, 2017. — С. 116—121. — 233 с. — ISBN 978-1-4842-2970-5.

### Статьи
- Kay Ewbank. Improved Godot Game Engine (англ.). www.i-programmer.info (2 марта 2016). Дата обращения: 1 февраля 2018.
- Anand Nayyar (16 октября 2017). Eight Top-of-the-Line Open Source Game Development Tools. Open Source For You (англ.). Дата обращения: 1 февраля 2018.